# Deutsche Freiheitspartei (1937)
Die Deutsche Freiheitspartei war eine Anfang 1937 im Pariser Exil gegründete Oppositionspartei gegen die Herrschaft Adolf Hitlers und der NSDAP.
Die DFP wurde 1937 in Paris von Otto Klepper und Carl Spiecker gegründet, der zuvor in der Zentrumspartei parlamentarisch aktiv gewesen war. Am 17. Februar 1937 wurde das erste von der „Reichsleitung der Deutschen Freiheitspartei“ unterzeichnete Flugblatt in einer Pariser Tageszeitung publiziert. Obwohl im Exil gegründet, verstand sich die Gruppe als innerdeutscher Widerstand und lehnte jeden Bezug zur Emigration ab. Die DFP war ein loser Zusammenschluss bürgerlich-demokratischer Kräfte, der nur aus relativ wenigen Exilanten bestand. Die Gruppe versuchte, durch strikte Geheimhaltung und Anonymität den Anschein einer wesentlich größeren Opposition zu erwecken und gab zu diesem Zweck die Deutschen Freiheitsbriefe heraus, um den Widerstand gegen den Nationalsozialismus zu stärken. Erklärtes Ziel war es, die Herrschaft der NSDAP zu beenden und einen europäischen Krieg zu verhindern. Nach Beginn des Zweiten Weltkriegs 1939 wurde dieser Zweck obsolet und die Produktion der Freiheitsbriefe eingestellt. Die aus London maßgeblich von Hans Albert Kluthe verlegte Zeitschrift Das wahre Deutschland erschien jedoch zunächst weiter, bevor auch sie 1940 eingestellt wurde. Ab 1941 trat die DFP nicht mehr in Erscheinung.